# 32436 Eranofek
32436 Eranofek este o planetă minoră (asteroid), cu un diametru de 5,864 km, din centura de asteroizi. A fost descoperită pe 5 septembrie 2000 la Stația Anderson Mesa de Lowell Observatory Near-Earth-Object Search și a fost numită după Eran Ofek⁠(d). 
Obiectul prezintă o orbită caracterizată de o semiaxă mare de 2,6788105 UAi, o excentricitate de 0,05, o înclinație de 21,1123 ° în raport cu ecliptica.